# Vorkstaartscharrelaar
De vorkstaartscharrelaar (Coracias caudatus) is een scharrelaar die een lange gevorkte staart heeft. Hij komt voor in Afrika.

## Kenmerken
De vogel is 28 tot 30 cm lang, met volgroeide staartuiteinden is de vogel 8 cm langer. De vogel weegt 87 tot 137 g. Het is een slank soort scharrelaar met een lange, golvende staart. De nominaat is wit op het voorhoofd en heeft een witte wenkbrauwstreep. De kruin en de nek zijn olijfgroen, de rug is warm bruin, de stuit en de vleugels zijn donkerblauw. De borst is lila. De rest van het verenkleed is ook blauw, maar in andere tinten.

## Verspreiding en leefgebied
Er zijn twee ondersoorten:
- C. c. lorti: van Eritrea tot westelijk Somalië en noordoostelijk Kenia.
- C. c. caudatus: van Oeganda en zuidwestelijk Kenia tot in Namibië en Zuid-Afrika.

Het leefgebied bestaat uit half open savannelandschap met verspreide bomen (acacia's) zoals in de nationale parken van Kenia en Tanzania, maar ook wel agrarisch landschap. Echter, de vogel mijdt de omgeving van menselijke nederzettingen.

## Status
De grootte van de populatie is niet gekwantificeerd. De vogel is plaatselijk talrijk en verder meestal algemeen. Om deze reden staat de vorkstaartscharrelaar als niet bedreigd op de Rode Lijst van de IUCN.

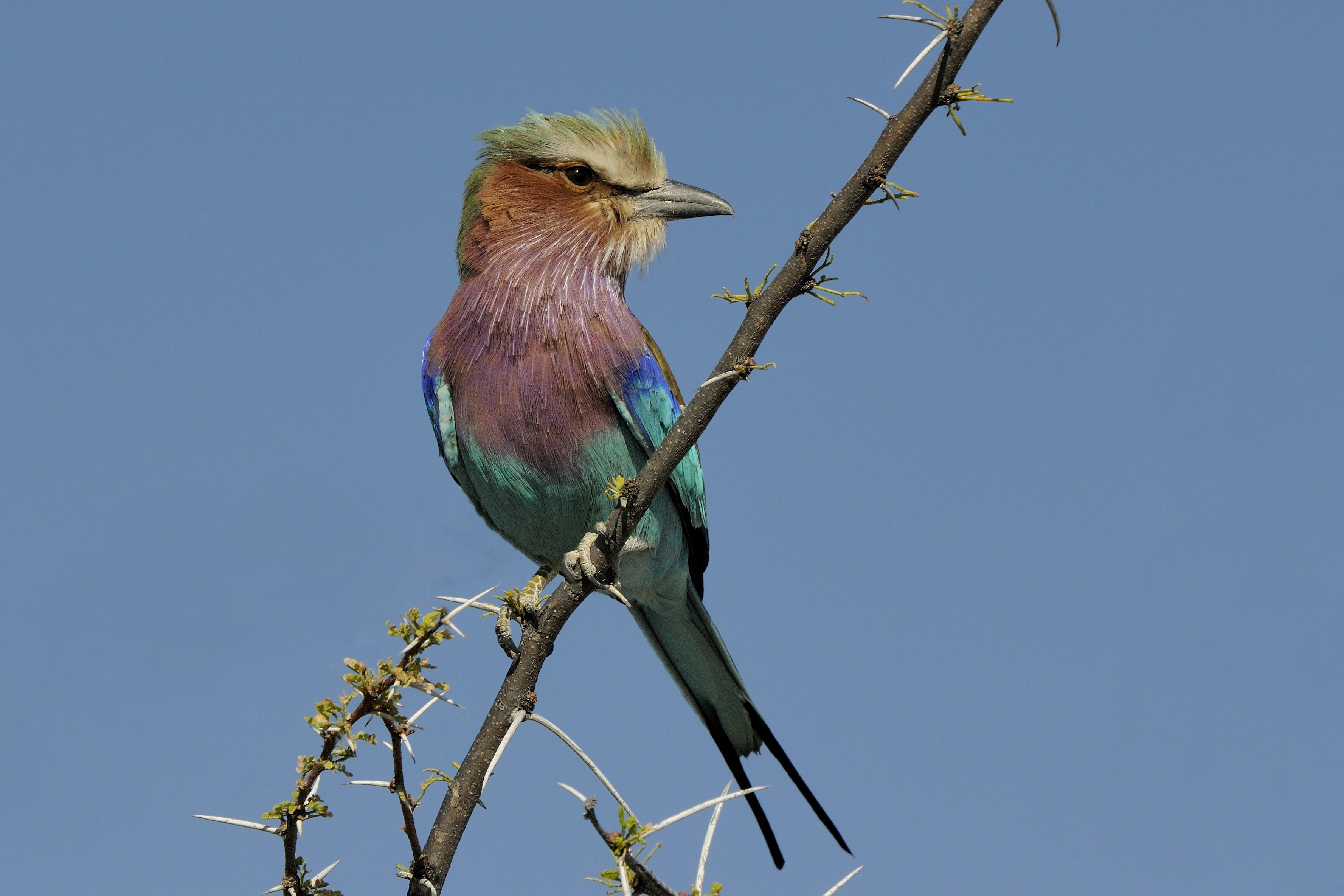
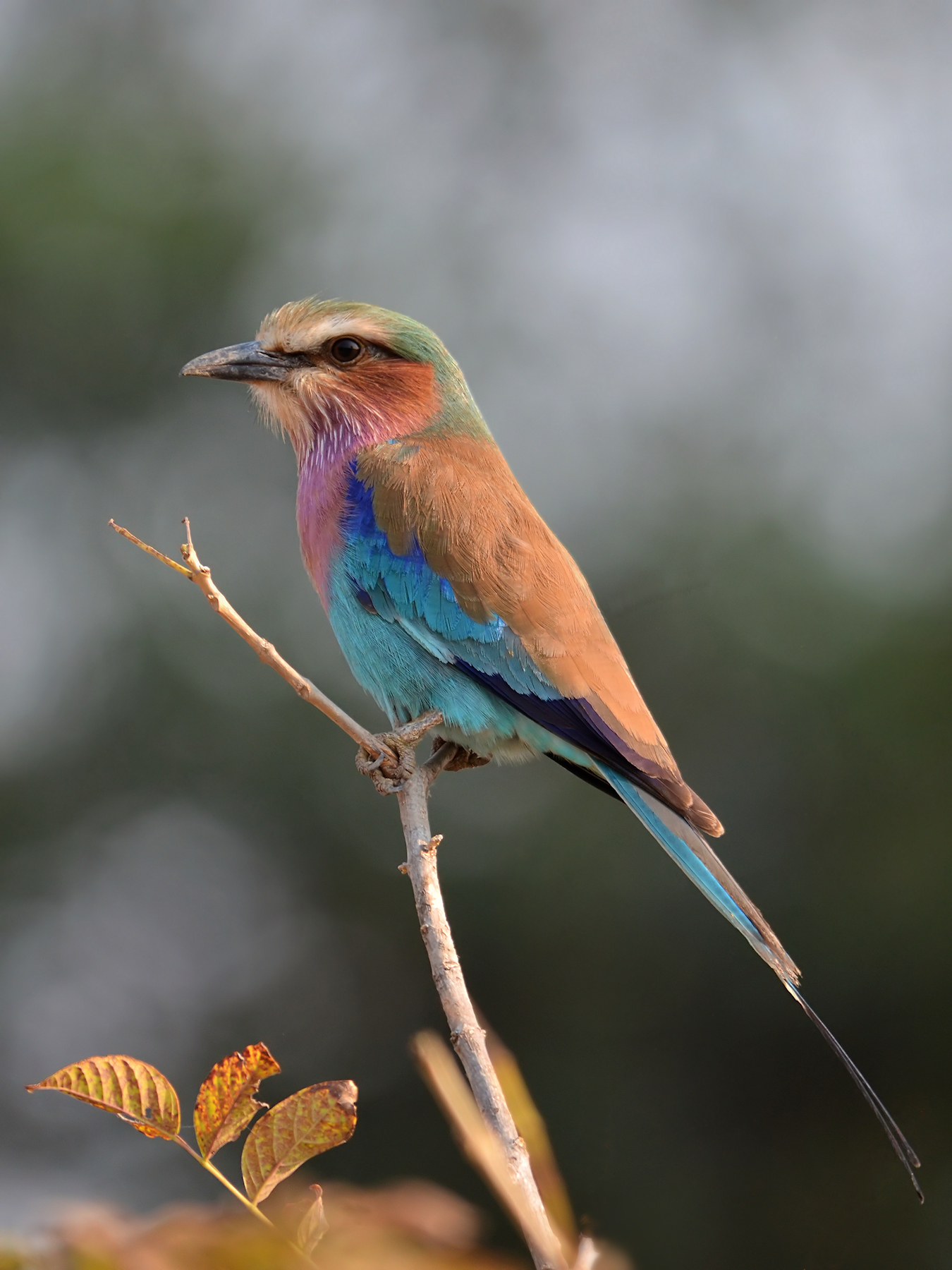
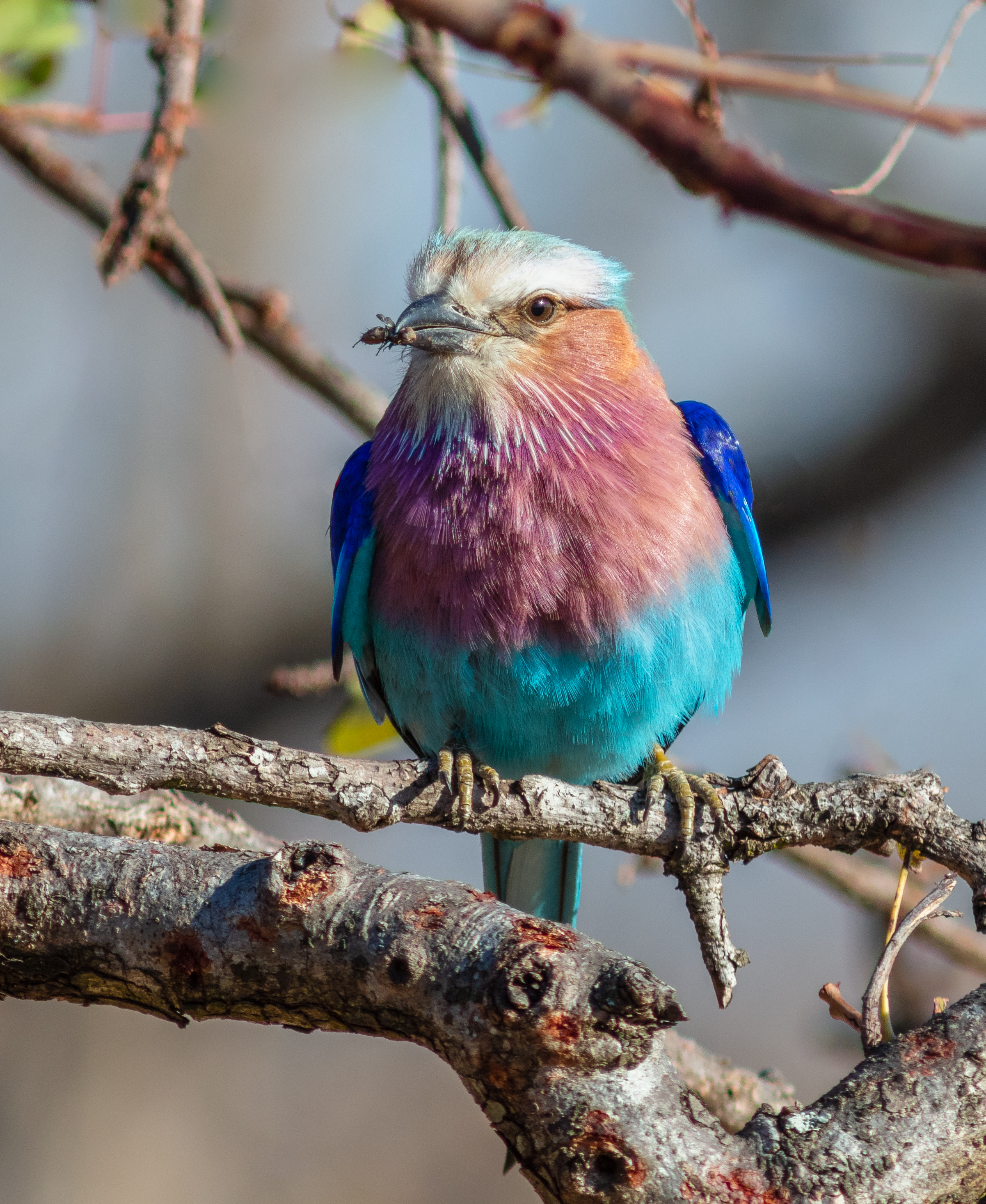